# Drenov, Loveci
Drenov (în bulgară Дренов) este un sat în comuna Loveci, regiunea Loveci,  Bulgaria. 

## Demografie
Componența etnică a satului Drenov
     Nicio identificare (7,61%)
     Bulgari (92,38%)
     Altele (0%)
La recensământul din 2011, populația satului Drenov era de 302 locuitori. Din punct de vedere etnic, majoritatea locuitorilor (92,38%) erau bulgari. Pentru 7,61% din locuitori nu este cunoscută apartenența etnică.